# Chalceus spilogyros
Chalceus spilogyros es una especie de peces de la familia Characidae en el orden de los Characiformes.

## Hábitat
Vive en zonas de clima tropical.

## Distribución geográfica
Se encuentran en Sudamérica:  cuencas de los ríos Trombetas, Tapajós y  Madeira.